# Alconchel de Ariza
Alconchel de Ariza (en aragonès: Aconchel de Fariza) és un municipi de la aragonès de la província de Saragossa, proper a Guadalajara i Sòria i situat a l'oest de la comarca de la Comunitat de Calataiud, al partit judicial de la qual depèn. Forma part de la mancomunitat de la Sabina. Des del punt de vista eclesiàstic, pertany a l'arxiprestat de l'Alt Jalón, diòcesi de Tarazona i arxidiòcesi de Saragossa. La seva població són jubilats, agricultors de secà, ramaders de porcí, oví i boví i obrers de la construcció.
Tot i tenir menys de 100 habitants, compta amb una botiga, un bar, dues caixes d'estalvi, una biblioteca, una piscina municipal, un frontó, una pista de tennis, una farmàcia i un consultori mèdic. A l'estiu les cases que durant l'any han estat tancades s'obren, i la població es multiplica fins a arribar als 250 o 350 habitants.